# 怒江铁线莲
怒江铁线莲（学名：Clematis nukiangensis）为毛茛科铁线莲属下的一个种。

## 扩展阅读
維基物種上的相關：怒江铁线莲